# Onthophagus curvispina
Onthophagus curvispina là một loài bọ cánh cứng trong họ Bọ hung (Scarabaeidae).